# Pyrgisens
Pyrgisens är ett släkte av snäckor. Pyrgisens ingår i familjen Pyramidellidae.